# Giuseppe Vari
Giuseppe Vari (* 5. Juni 1916 in Segni; † 1. Oktober 1993 ebenda) war ein italienischer Filmeditor, Drehbuchautor und Regisseur.

## Biographie
Vari begann nach dem Zweiten Weltkrieg als Filmeditor von Dokumentar- und später auch Spielfilmen, wobei er u. a. auch für Federico Fellini und Damiano Damiani arbeitete. Er führte erstmals bei dem Melodram Infame accusa im Jahr 1952 Regie. Es folgten nach weiteren Dramen vor allem Historienfilme und später einige Italowestern und andere gerade modischen Genrefilme. Bei einigen Filmen verwendete er die Pseudonyme Joseph Green, Al Pisani oder auch Joseph Warren.

## Filmografie
- 1952: Infame accusa
- 1954: Due lacrime
- 1955: Addio sogni di gloria
- 1956: Il Ricatto di un Padre
- 1958: Giovane Canaglia
- 1959: Spavaldi e Innamorati
- 1960: Kampf um Rom (La vendetta dei barbari)
- 1962: Die Normannen (I normanni)
- 1963: Schlager im Bikini (Canzoni in bikini)
- 1964: Roma contro Roma
- 1964: Due mattacchioni al Moulin Rouge
- 1966: Für Dollars ins Jenseits (Deguejo)
- 1967: Tödlicher Ritt nach Sacramento (Con lui cavalca la morte)
- 1967: Rocco – Ich leg’ dich um (L'ultimo killer)
- 1967: Poker mit Pistolen (Un poker di pistole)
- 1968: Ein Loch in der Stirn (Un buco in fronte)
- 1968: Tote faulen in der Sonne (Un posto all'inferno)
- 1971: Il tredicesimo è sempre Giuda
- 1971: Der Mörder des Klans (Prega il morto e ammazza il vivo)
- 1972: Mord exklusiv (Terza ipotesi su un caso di perfetta strategia criminale)
- 1973: Lady Dynamite (La padrina)
- 1973: Metti… che ti rompo il muso
- 1975: Die Höllenfahrt (Il lupo dei mari)
- 1976: Gunman (Ritornano quelli della calibro 38)
- 1977: Die Nonne und das Biest (Suor Emanuelle)
- 1987: Urban Warriors (Guerrieri urbani), als Joseph Warren